# Palais Zuccarino
Le Palazzo Zuccarino est un bâtiment historique de Gênes.

## Histoire et description
Le bâtiment, conçu par le célèbre architecte Gino Coppedè, a été construit entre 1906 et 1907.
Le bâtiment est réparti sur quatre niveaux plus un attique et une mezzanine.
Les décorations picturales sont l'œuvre de l'architecte et peintre Enzo Bifoli, alors employé dans l'atelier Coppedè.

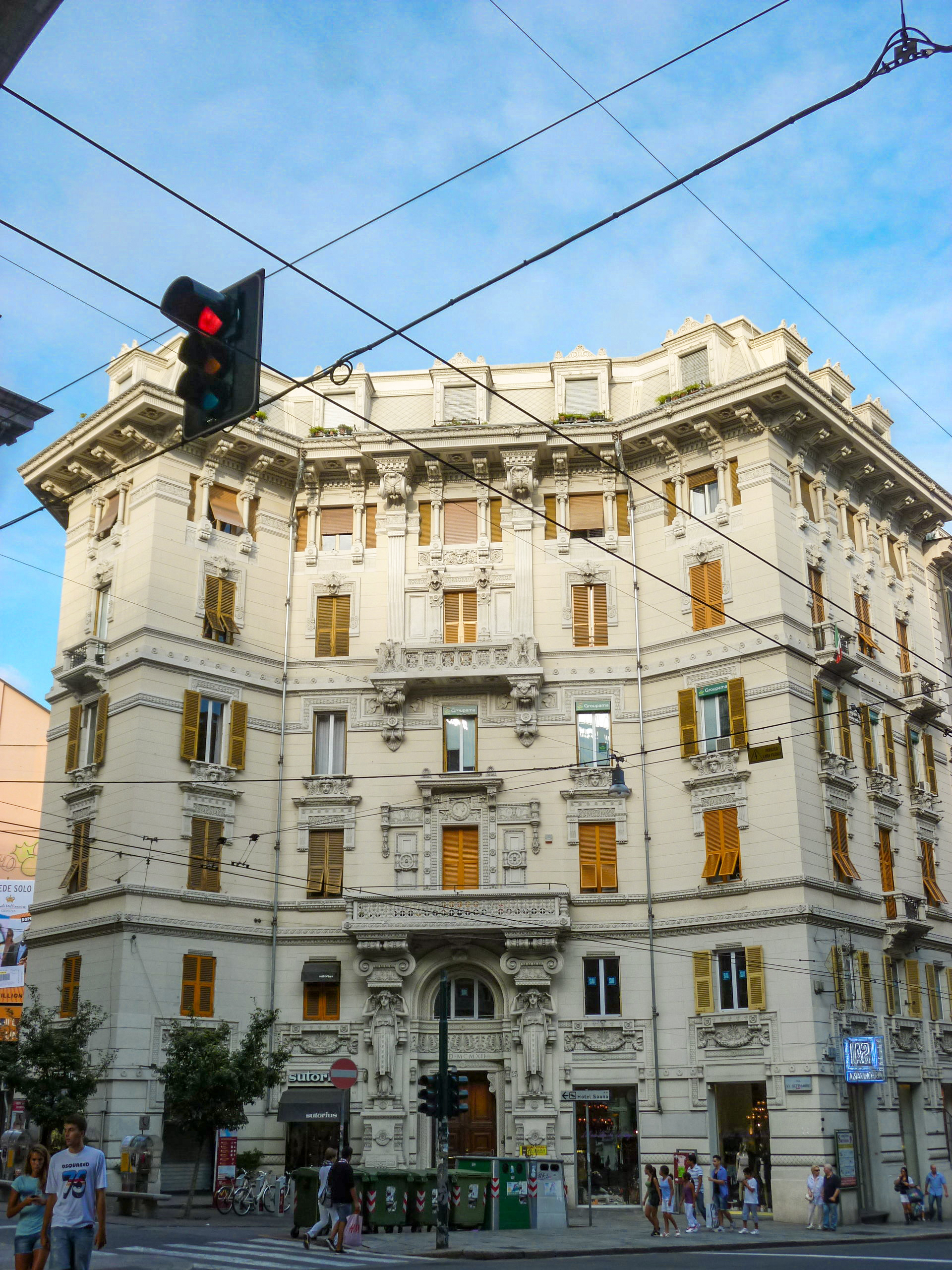
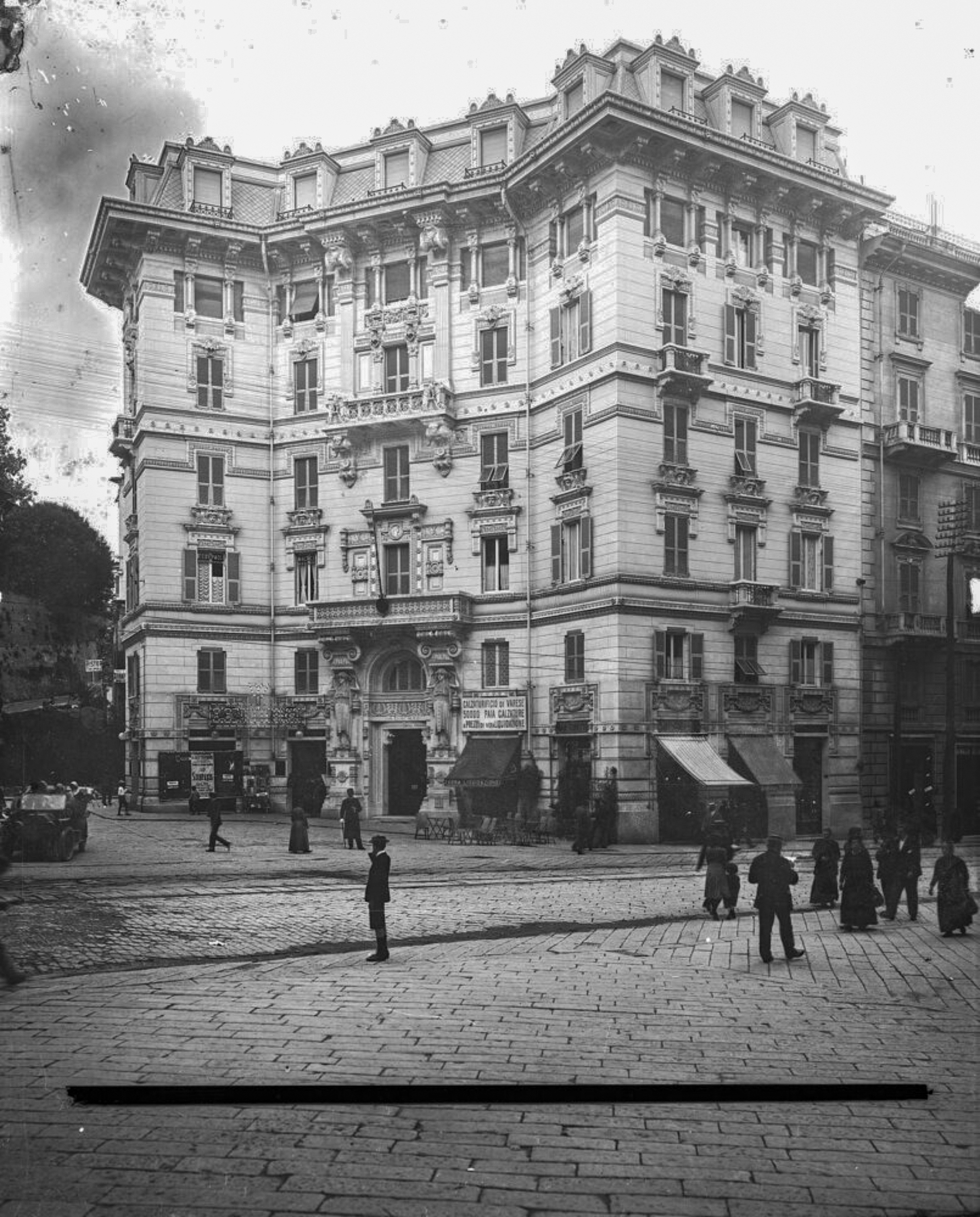
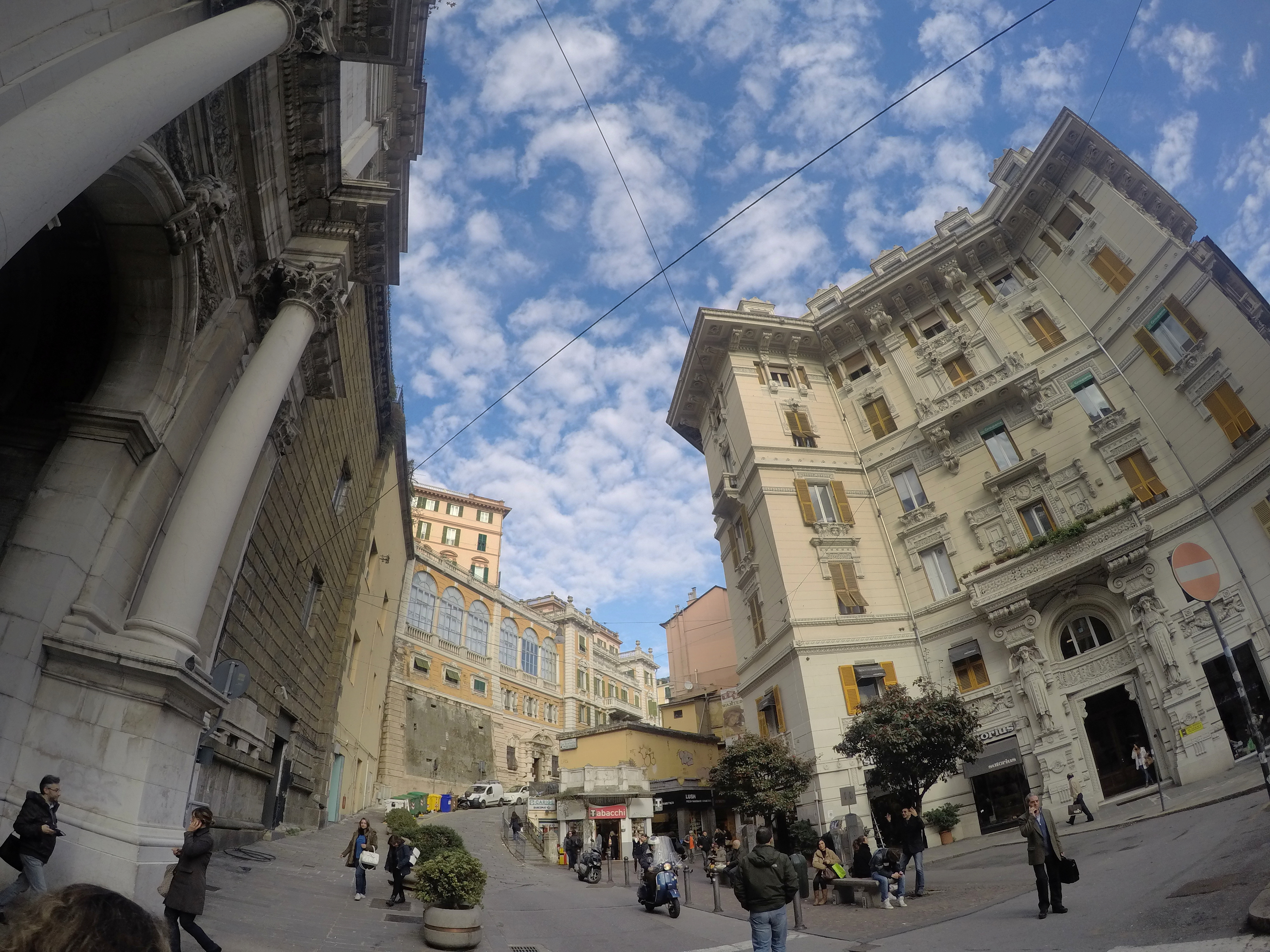